# 流苏卷涡螺
流苏卷涡螺（學名：Volutoconus hargreavesi）是一個涡螺科的海螺物种，屬於新腹足目的腹足纲软体动物。

## 描述
殼長65至128毫米。

## 外部連結
- 維基物種上的相關：流苏卷涡螺